# No Way Out 2002
No Way Out 2002 è stata la quarta edizione dell'omonimo pay-per-view, prodotto dalla World Wrestling Federation. L'evento si è svolto il 17 febbraio 2002 al Bradley Center di Milwaukee e la Theme Song dell'evento è stata Feel So Numb di Rob Zombie.

## Storyline
Il 20 gennaio, alla Royal Rumble, Ric Flair, nuovo co-proprietario della World Wrestling Federation (kayfabe), sconfisse Vince McMahon, l'altro co-proprietario della federazione, in uno Street Fight. Dopo che Flair si era successivamente rifiutato di restituire la sua parte di capitale, McMahon annunciò l'arrivo dell'nWo (Hollywood Hulk Hogan, Kevin Nash e Scott Hall) per No Way Out per costringere Flair a rinunciare alla sua carica.
Nella puntata di Raw del 28 gennaio Steve Austin sconfisse Kurt Angle nella finale di un mini torneo (a cui parteciparono anche Booker T e The Rock), diventando così lo sfidante all'Undisputed WWF Championship di Chris Jericho per No Way Out.
Alla Royal Rumble, Triple H vinse il Royal Rumble match dopo aver eliminato per ultimo Kurt Angle, ottenendo così un incontro per l'Undisputed WWF Championship a WrestleMania X8. Nella puntata di Raw del 21 gennaio Angle sfidò Triple H ad un match per No Way Out con in palio il suo status di primo sfidante. Dopo aver pesantemente litigato con la moglie, Stephanie McMahon, Triple H chiese il divorzio da quest'ultima nella puntata di Raw del 4 febbraio; tuttavia, poco dopo, Stephanie dichiarò di essere incinta, costringendo lo stesso Triple H a revocare la richiesta del divorzio (kayfabe). Nella puntata di Raw del 22 febbraio Triple H scoprì, tramite la suocera Linda McMahon, che Stephanie mentì e che la sua gravidanza era una montatura; poco dopo, Triple H rivelò il tutto e la lasciò (kayfabe), confermando così il suo turn face. Nella puntata di SmackDown del 14 febbraio Stephanie si autonominò come arbitro speciale, schierandosi contro il suo ex marito.
Nella puntata di SmackDown del 24 gennaio The Rock derise l'Hardcore Champion The Undertaker dopo che questi era stato sorprendentemente eliminato dal rookie Maven durante il Royal Rumble match; poco dopo, la sera stessa, The Undertaker favorì la vittoria di Kurt Angle contro The Rock durante la semifinale del mini torneo per decretare lo sfidante all'Undisputed WWF Championship. Nella puntata di SmackDown del 7 febbraio The Rock si vendicò e colpì The Undertaker con una sedia d'acciaio, aiutando Maven a conquistare l'Hardcore Championship. Nella puntata di Raw dell'11 febbraio The Undertaker assalì violentemente The Rock nel parcheggio dell'arena, colpendolo prima con una Chokeslam e poi con un Tombstone Piledriver sul tetto di una limousine. Un match tra i due fu quindi annunciato per No Way Out.
Alla Royal Rumble, William Regal sconfisse Edge dopo averlo colpito illegalmente con un tirapugni, conquistando l'Intercontinental Championship e di conseguenza fu sancito un Brass Knuckles-on-a-Pole match tra i due per No Way Out.
Nella puntata di Raw del 4 febbraio, dopo alcune settimane di promo, Goldust attaccò brutalmente Rob Van Dam, dichiarando di voler interrompere la sua ascesa al vertice e lo sfidò ad un match per No Way Out.
Nella puntata di SmackDown del 14 febbraio il co-proprietario della World Wrestling Federation, Ric Flair, dopo aver accolto la richiesta di un match per i titoli di coppia da parte di alcuni tag team, sancì un Tag Team Turmoil match per No Way Out tra gli APA, Albert e Scotty 2 Hotty, Billy e Chuck, Christian e Lance Storm, i Dudley Boyz e gli Hardy Boyz con in palio lo status di sfidanti al WWF Tag Team Championship a WrestleMania X8.
Per No Way Out fu inoltre annunciato che Tazz e Spike Dudley avrebbero difeso il WWF Tag Team Championship contro Booker T e Test.

## Evento
Prima della messa in onda dell'evento, Diamond Dallas Page sconfisse Big Boss Man per squalifica a Sunday Night Heat per mantenere il WWF European Championship.

### Match preliminari
L'evento si aprì con Vince McMahon che introdusse il New World Order (Hollywood Hulk Hogan, Kevin Nash e Scott Hall). Nash spiegò poi che la nWo voleva far capire a tutti che nessuno era migliore di loro. In seguito, Hall parlò brevemente per poi dare la parola a Hogan, il quale disse che la nWo non era intenzionata a distruggere la World Wrestling Federation, ma che erano approdati in WWF per ottenere delle opportunità.
Il primo match della serata fu il Tag Team Turmoil match per determinare i primi sfidanti al WWF Tag Team Championship per WrestleMania X8. Il match iniziò con Albert e Scotty 2 Hotty contro Christian e Lance Storm. Dopo un batti e ribatti, Christian eseguì la Unprettier su Scotty per poi schienarlo ed eliminare sia lui che Albert. In seguito, gli Hardy Boyz eliminarono Christian e Storm dopo l'esecuzione di una Swanton Bomb di Jeff ai danni di Storm. Successivamente, gli Hardy Boyz eliminarono anche i Dudley Boyz (Bubba Ray Dudley e D-Von Dudley) dopo che Matt schienò D-Von con un roll-up. Più avanti, gli Hardy Boyz vennero eliminati da Billy e Chuck dopo che Billy eseguì il Fameasser su Matt. Nel finale, gli APA eliminarono Billy e Chuck per vincere il match dopo l'esecuzione della Clothesline from Hell di Bradshaw ai danni di Billy.
Il match successivo fu tra Rob Van Dam e Goldust. Durante il match, Van Dam eseguì il Rolling Thunder su Goldust, ma quest'ultimo si liberò dallo schienamento dopo un conto di due. Dopo aver schivato un tentativo di Five Star Frog Splash da parte di Van Dam, Goldust colpì Van Dam con una DDT per poi schienarlo. Van Dam uscì poi dallo schienamento dopo un conteggio di due e Goldust tentò di eseguire la Curtain Call, ma Van Dam contrattaccò colpendo Goldust con uno spinning heel kick. In seguito, Goldust evase dallo schienamento per poi tentare di eseguire un bulldog su Van Dam, però quest'ultimo rovesciò la manovra in uno step over spinning heel kick. Van Dam vinse il match dopo aver eseguito la Five Star Frog Splash.
Il terzo match fu quello per il WWF Tag Team Championship tra i campioni Tazz e Spike Dudley contro quella sfidante formata da Booker T e Test. Durante le fasi finali del match, Test schienò Tazz facendo illegalmente leva sulle corde del ring, ma l'arbitro se ne accorse e ruppe lo schienamento. Dopo che Test iniziò a discutere con l'arbitro, Tazz applicò la Tazzmission su Test per forzarlo alla resa e mantenere i titoli di coppia.
Il match seguente fu il Brass Knuckles on a Pole match per il WWF Intercontinental Championship tra il campione William Regal e lo sfidante Edge. Durante il match, Regal staccò il tirapugni appeso al palo, posto sopra un paletto di sostegno del ring, ma Edge lanciò Regal giù dalla terza corda. In seguito, Regal gettò il tirapugni all'esterno del ring per far sì che Edge non lo potesse utilizzare. Nel finale, Edge colpì Regal con la spear per poi impossessarsi del tirapugni, ma Regal ne tolse un altro paio dal suo ring attire e lo utilizzò per colpire Edge al volto e schienarlo.

### Match principali
Il quinto match della serata fu tra The Rock e The Undertaker. Durante il match, The Undertaker eseguì la Chokeslam, ma quest'ultimo si liberò dallo schienamento dopo un conto di due. In seguito, The Undertaker lanciò l'avversario contro dei gradoni d'acciaio per poi staccare un tubo di piombo dalla sua motocicletta, posizionata all'esterno del ring. Ric Flair interferì per attaccare The Undertaker, ma l'American Badass lo colpì con un big boot. Successivamente, Taker provò a colpire The Rock con il tubo di piombo, ma il Great One applicò la Sharpshooter. A questo punto del match, Vince McMahon interferì per distrarre l'arbitro e The Rock lo attaccò. Data la distrazione dell'arbitro, The Undertaker tentò di eseguire la Tombstone Piledriver su The Rock, ma Flair si rialzò e colpì The Undertaker con il tubo di piombo. The Rock ne approfittò per eseguire la Rock Bottom e vincere il match.
Il match che seguì fu tra Triple H e Kurt Angle, con Stephanie McMahon come arbitro speciale, per determinare il primo sfidante all'Undisputed WWF Championship a WrestleMania X8. Durante il match, Angle tentò di eseguire una clothesline, ma  Triple H nel tentativo di evitarla, finì con il colpire Stephanie, mettendola KO, che fu sostituita dall'arbitro Tim White, ma Angle attaccò il nuovo direttore di gara per poi colpire Triple H con un low-blow. Dato ciò, Stephanie tornò a dirigere l'incontro e Angle applicò la Ankle Lock sull'avversario, ma The Game rovesciò la presa lanciandolo contro Stephanie, la quale finì di nuovo KO. Dopo che Angle prese una sedia d'acciaio, provò a colpire HHH, ma quest'ultimo schivò l'attacco per poi colpirlo con il Pedigree. White contò poi lo schienamento in sostituzione di Stephanie, ma Stephanie si riprese e colpì White con un low-blow. Nel finale, Triple H tentò di eseguire il Pedigree su Stephanie, però Angle lo colpì con la sedia per poi eseguire la Angle Slam e vincere il match.
Il main event fu il match per l'Undisputed WWF Championship tra il campione Chris Jericho e lo sfidante Steve Austin. Prima dell'inizio del match, Austin attaccò Jericho sulla rampa dello stage per poi lanciarlo contro i camion della produzione televisiva. Una volta entrati sul ring, l'arbitro fu distratto e Jericho ne approfittò per colpire l'avversario con un low blow per poi eseguire due Lionsault. Austin si liberò poi dallo schienamento dopo un conto di due e Jericho applicò la Walls of Jericho, ma il Texas Rattlesnake riuscì a liberarsi dalla presa dopo aver toccato le corde del ring. Dopo che l'arbitro fu inavvertitamente messo KO, Jericho la cintura per tentare di colpire Austin, ma quest'ultimo contrattaccò eseguendo una spinebuster sopra l'Undisputed WWF Championship. Austin tentò poi di eseguire la Stone Cold Stunner, ma il campione rovesciò la manovra eseguendo la Breakdown sopra l'Undisputed WWF Championship. L'arbitro si riprese e contò lo schienamento, ma Austin si liberò dopo un conteggio di due e dopo che l'arbitro fu messo nuovamente KO, Austin intrappolò Jericho nella Walls of Jericho per forzarlo alla resa, ma l'arbitro non poté vedere la resa di Y2J, allora Austin lo colpì con la Stunner, ma il nWo (Hogan, Nash e Hall) interferì per attaccarlo. Hall eseguì una Stunner su Austin, mentre Jericho cercò di aiutare l'arbitro a rialzarsi. Jericho schienò l'avversario e l'arbitro si riprese per contare lo schienamento decisivo e al termine del match, Austin attaccò l'nWo, ma Hall eseguì un'altra Sunner e Hogan scrisse poi con uno spray l'acronimo "nWo" sulla schiena di Austin andando, così, a chiudere l'evento.

## Risultati
| #    | Incontri                                                                  | Stipulazioni                                                                   | Durata |
| ---- | ------------------------------------------------------------------------- | ------------------------------------------------------------------------------ | ------ |
| Heat | Diamond Dallas Page (c) ha sconfitto Big Boss Man per squalifica          | Single match per il WWF European Championship                                  | 03:19  |
| 1    | The Acolytes hanno vinto eliminando per ultimi Billy Gunn e Chuck Palumbo | Tag team turmoil match                                                         | 16:39  |
| 2    | Rob Van Dam ha sconfitto Goldust                                          | Single match                                                                   | 11:08  |
| 3    | Spike Dudley e Tazz (c) hanno sconfitto Booker T e Test                   | Tag team match per il WWF Tag Team Championship                                | 07:19  |
| 4    | William Regal (c) ha sconfitto Edge                                       | Brass knuckles-on-a-pole match per il WWF Intercontinental Championship        | 10:22  |
| 5    | The Rock ha sconfitto The Undertaker                                      | Single match                                                                   | 17:25  |
| 6    | Kurt Angle ha sconfitto Triple H                                          | Single match per determinare il primo sfidante all'Undisputed WWF Championship | 14:39  |
| 7    | Chris Jericho (c) ha sconfitto Steve Austin                               | Single match per l'Undisputed WWF Championship                                 | 21:33  |

### Tag team turmoil match
| Eliminati | Tag-team                | Ordine di entrata | Eliminati da            |
| --------- | ----------------------- | ----------------- | ----------------------- |
| 1         | Albert e Scotty 2 Hotty | 1                 | Christian e Lance Storm |
| 2         | Christian e Lance Storm | 2                 | The Hardy Boyz          |
| 3         | The Hardy Boyz          | 4                 | Billy e Chuck           |
| 4         | The Dudley Boyz         | 3                 | The Hardy Boyz          |
| 5         | Billy e Chuck           | 5                 | The APA                 |
| N/A       | The APA                 | 6                 | Vincitori               |